# Klaus Allgayer
Klaus Allgayer (* 11. Mai 1978 in Oberstdorf; † 19. November 2024) war ein deutscher Skispringer.

## Werdegang
Allgayer startete zunächst für den SC Oberstdorf. In seiner Karriere als Skispringer wurde er zweimal Bayerischer Meister sowie Dritter und Sechster bei den deutschen Meisterschaften. In der Saison 1997/98 belegte er den siebten Platz der Gesamtwertung im Skisprung-Continental-Cup. 1997 nahm er zum ersten und einzigen Mal in Oberstdorf auf seiner Heimschanze an einem Weltcup-Springen teil, schied aber als 42. nach dem ersten Durchgang aus. 1999 wechselte er zur Schweizer Nationalmannschaft und startete nun für den SC Einsiedeln. 2001 beendete er nach einem schweren Sturz beim Skifliegen in Oberstdorf seine Karriere. Er starb am 19. November 2024.